# Zamek Gutenfels
Zamek Gutenfels (niem. Burg Gutenfels) – warowny zamek usytuowany na skalistych wzgórzach, 110 m ponad miastem Kaub, na terenie powiatu Rhein-Lahn-Kreis po prawej stronie Renu (Nadrenia-Palatynat, Niemcy). Należy do zespołu zabytkowego „Oberes Mittelrheintal” (Górnej Doliny Środkowego Renu).

## Dzieje
Zamek został wzniesiony w pierwszej połowie XIII wieku. Pierwsza pisana wzmianka o nim pochodzi z 1237. Mówi, iż teren ten był zapisany jako posiadłość rodziny Falkenstein. Jednakże już w 1252 twierdza była bezskutecznie oblegana przez wojska antykróla Wilhelma z Holandii, zaś w 1277 zamek wraz z położonym przy prawym brzegu Renu miastem Kaub zostały przejęte przez elektorat Palatynatu, którym wówczas rządził Ludwik II z dynastii Wittelsbachów. Warownia, której główną częścią jest budynek mieszkalny (na planie prostokąta) i stojąca obok wieża (na planie kwadratu), w XIV otrzymała przedzamcze oraz system umocnień łączący ją z pobliskim miastem Kaub i usytuowanym na wyspie na Renie zamkiem celnym – Pfalzgrafenstein. Obecna nazwa Gutenfels – w wolnym tłumaczeniu solidna skała – pochodzi od landgrafa heskiego Wilhelma I. Jego rywal, Ludwik IV, elektor Palatynatu, w 1504 polecił zdobyć zamek, jednak załoga landgrafa heskiego obroniła go po 39-dniowym oblężeniu. W 1807 zamek został zniszczony przez wojska francuskie. Odbudowany w latach 1889–1892|92 przez architekta Gustava Waltera w duchu neoromańskim. Po ostatniej wojnie zamek został zaadaptowany na hotel, który funkcjonował tu do końca 2006 r.

## Architektura

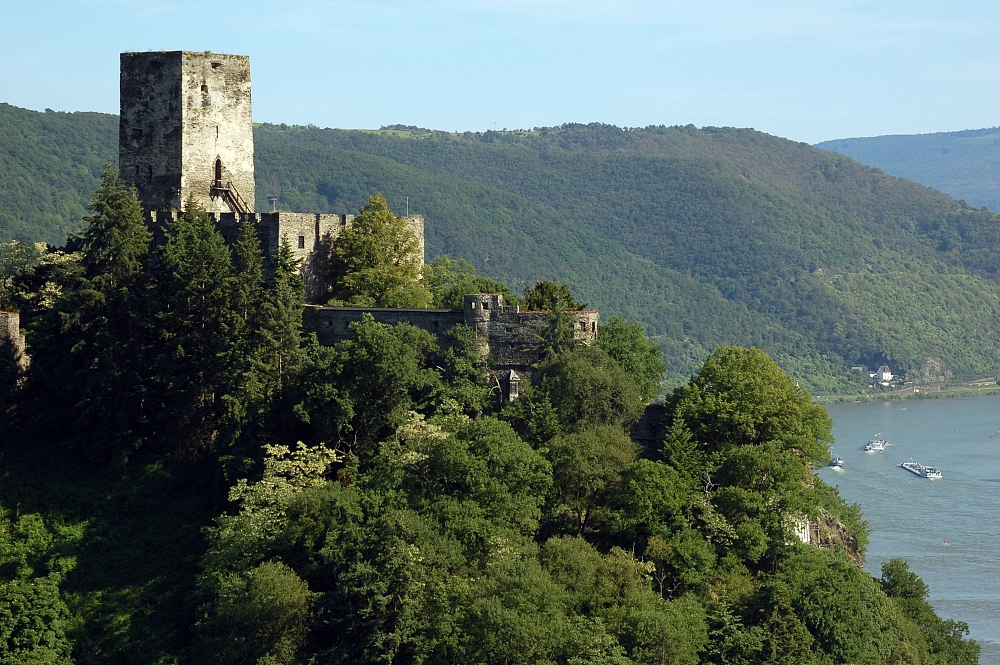
Zamek Gutenfels z widokiem na dolinę Renu

W obecnym stanie warownia składa się z części mieszkalnej, która stanowi rdzeń zamku, oraz przedzamcza – systemu umocnień usytuowanego na stokach wzgórza. Górny zamek tworzy część mieszkalna składająca się z dwóch czterokondygnacyjnych, prostokątnych skrzydeł, połączonych murami kurtynowymi. Całość tworzy plan czworoboku o wymiarach 21,60 × 21,10 m. Masywne mury, przeprute niewielkimi oknami są zwieńczone blankami. Od strony wschodniej przylega do zabudowań wysoka na 35 m czworoboczna wieża strażnicza. Zabudowa przedzamcza, rozplanowana po dwóch przeciwnych stronach, ma układ nieregularny. Tworzy go kilkuwarstwowy system umocnień złożonych z murów obronnych i baszt. Ponadto od strony północno-zachodniej znajdowała się kaplica. Całość warowni ma charakter czysto obronny. Od strony stylistycznej przeważają w architekturze formy gotyckie, przy czym zachodnia część przedzamcza ma charakter renesansowy, zaś biforialne okna mają kształt nawiązujący do romanizmu. Na stokach wzgórza znajdują się rozległe plantacje winorośli.
Charakterystyczna sylweta zamku wraz z historyczną zabudową miasta Kaub i zamkiem Pfalzgrafenstein tworzą malowniczy zaułek w zespole zabytkowym „Oberes Mittelrheintal”, wpisanym na listę światowego dziedzictwa UNESCO.